# Albert Darcq
Albert Darcq, parfois dit Albert Darcy, né le 8 septembre 1848 à Lille et mort le 8 mars 1895 dans la même ville est un sculpteur français.

## Biographie
Élève d'Alphonse Colas aux écoles académiques lilloises, puis de Jules Cavelier à l’école des beaux-arts de Paris, Albert Darcq participe régulièrement aux Salons parisiens de 1874 à 1892 et obtient une médaille de troisième classe en 1881. De 1875 à sa mort, en 1895, il est lui-même enseignant aux écoles académiques lilloises, où il a notamment pour élève Edgar Boutry et Hyppolyte Lefèvre. En 1886, il est nommé directeur du premier musée de sculpture de Lille, poste qu'il occupe jusqu'en 1895.
Son neveu, Maurice Darcq, était professeur de violoncelle au conservatoire de Lille.

## Distinctions
- Officier d'académie

## Œuvre
Albert Darcq réalise de nombreuses commandes publiques à Lille en particulier pour les frontons du Palais Rameau et de la faculté de médecine. Il est également l'auteur des bustes de la cour intérieure de la Vieille Bourse de Lille. Le palais des beaux-arts de Lille conserve plusieurs de ses œuvres, parmi lesquelles des bustes ainsi qu'une série de médaillons.

Œuvres d'Albert Darcq
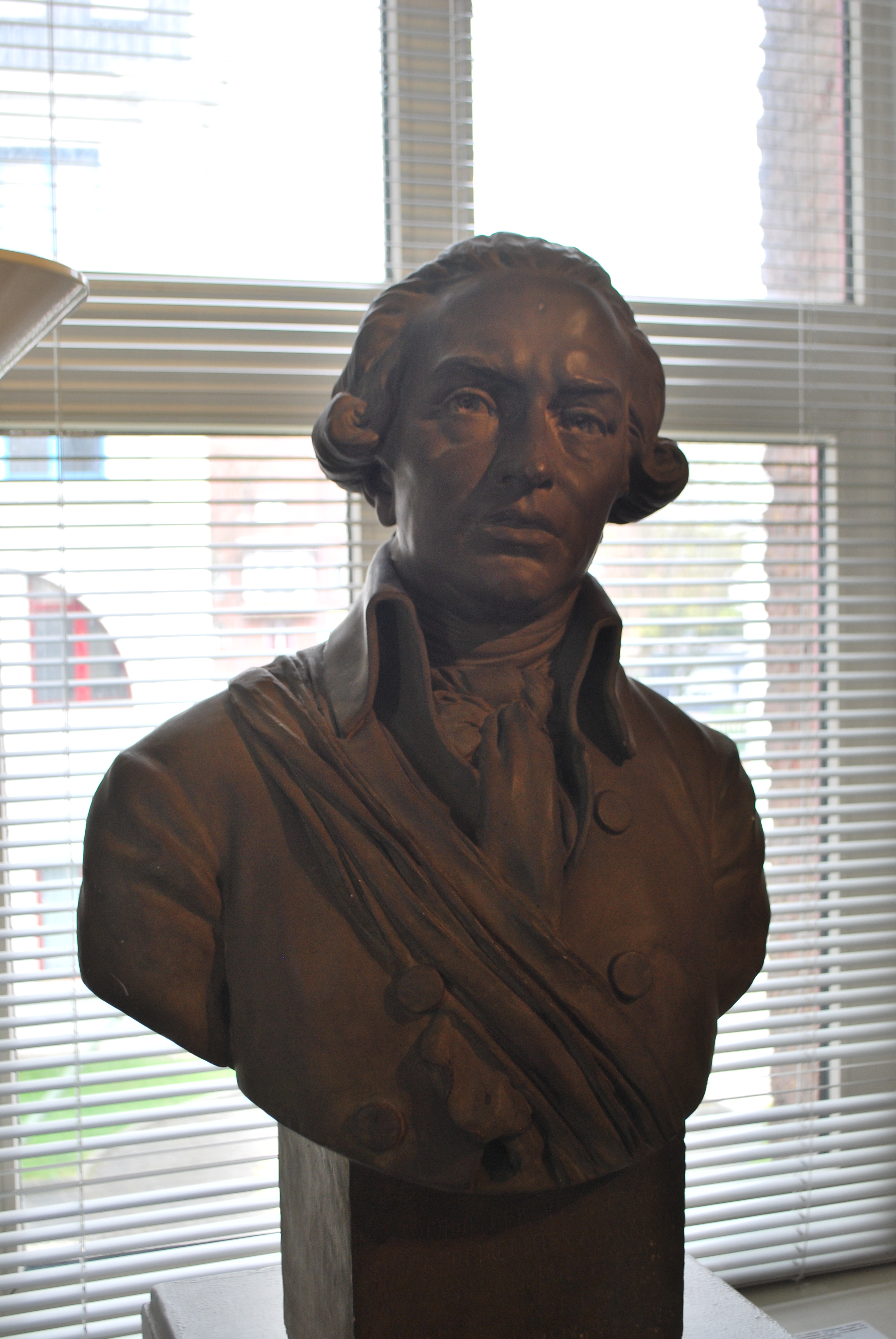
François André-Bonte (vers 1881), Lille, musée des Canonniers.
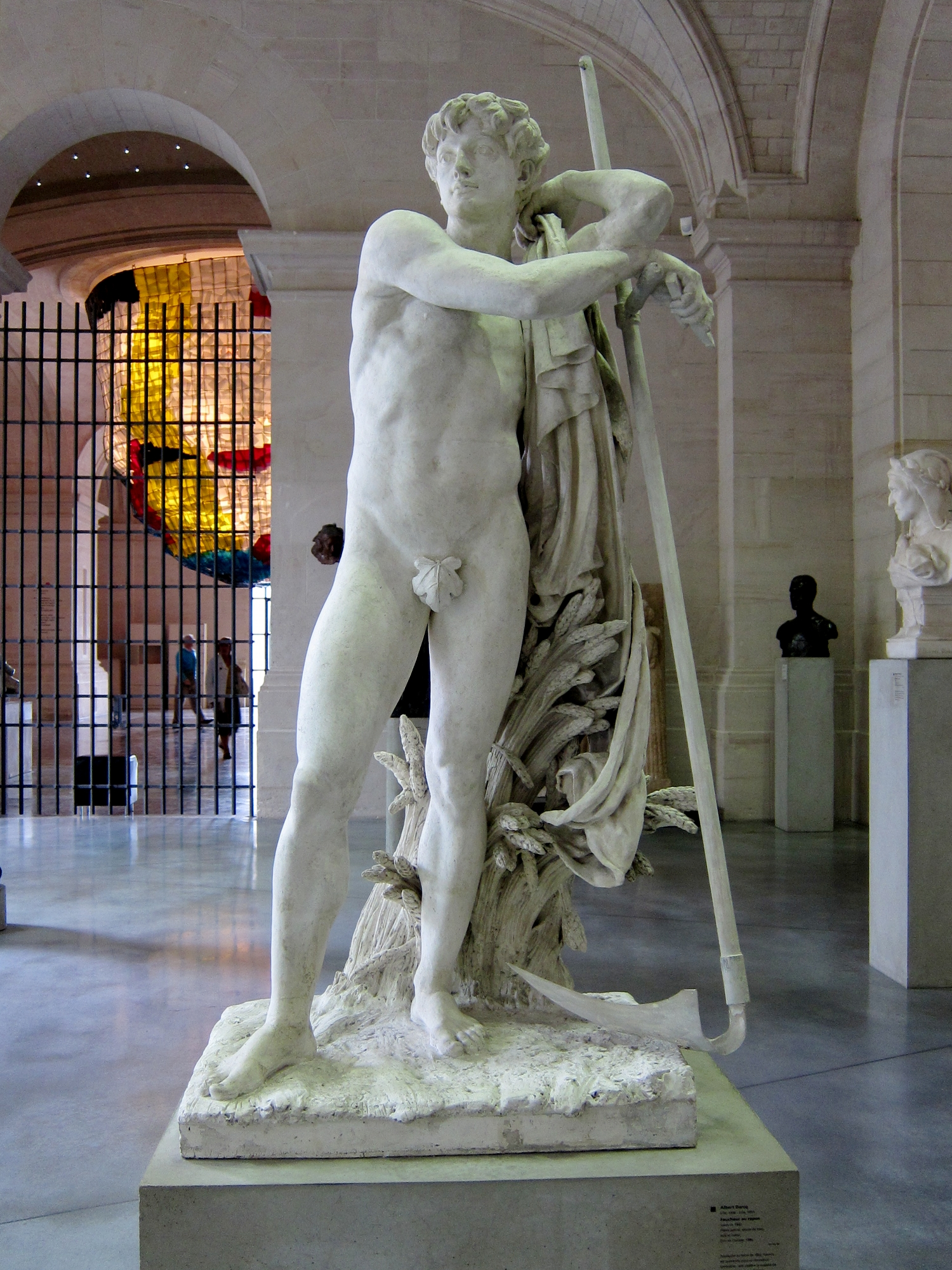
Faucheur au repos (1882), plâtre, palais des Beaux-Arts de Lille.
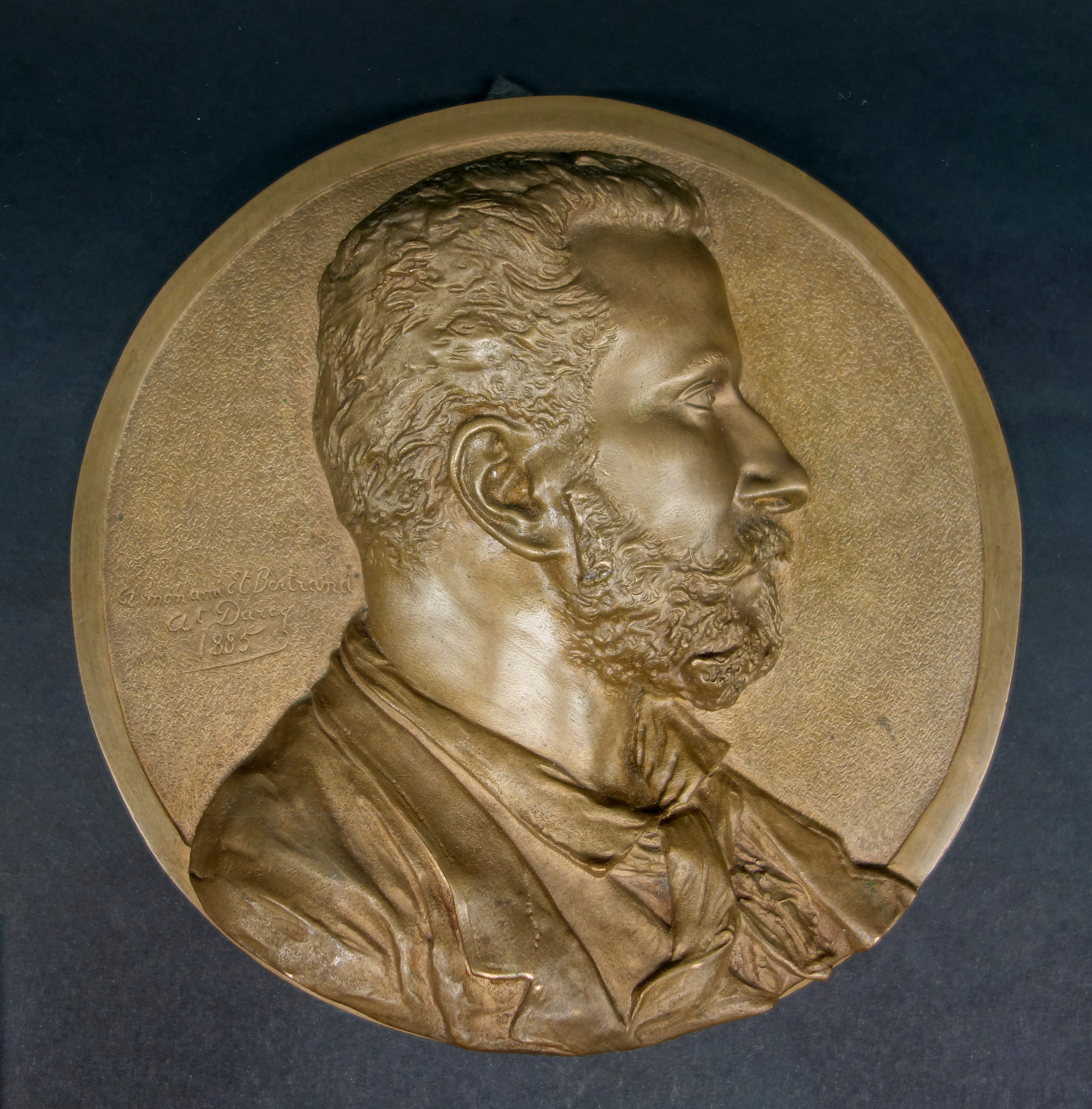
E. Bertrand (1885), palais des Beaux-Arts de Lille.